# Atlantis 2000
Atlantis 2000 fue una banda Alemana formada en 1991 en la ciudad de Múnich por el productor musical Alfons Weindorf y el compositor Helmut Frey, con el propósito de concursar en la selección nacional Alemana para participar en el Festival de la Canción de Eurovisión 1991. El grupo estuvo compuesto por Weindorf y Frey, además de Jutta Neidhardt, Eberhard Wilhelm, Klaus Pröpper y Clemens Weindorf.

## Eurovisión 1991
El 21 de marzo de 1991, Atlantis 2000 formó parte de la selección nacional Alemana para participar en el Festival de Eurovisión 1991, donde interpretaron la canción "Dieser Traum darf niemals sterben" (Este sueño nunca debería morir), el cual se alzó con la victoria entre 10 canciones. La canción no fue una elección popular entre algunos miembros de la audiencia, por lo que respondieron con claras señales de desaprobación. Finalmente, la canción solo alcanzó a llegar al 18.º puesto y obtuvo 10 puntos, siendo la posición más baja alcanzada por el país hasta esa fecha.
"Dieser Traum darf niemals sterben" fue el único sencillo lanzado por el grupo, y debido a que no logró ingresar en las listas de sencillos, el grupo se separó.